# Hyposerica mauritii
Hyposerica mauritii är en skalbaggsart som beskrevs av Gilbert John Arrow 1948. Hyposerica mauritii ingår i släktet Hyposerica och familjen Melolonthidae. Inga underarter finns listade i Catalogue of Life.